# Baško jezero
Baško jezero (nemško Faaker See) je ledeniško jezero v južnem delu Celovške kotline na Avstrijskem Koroškem. Jezero je okroglaste oblike s površino 2,33 km² in leži na nadmorski višini 544 m sredi valovite, hribovite pokrajine med dolinami Roža na vzhodu, Drave na severu in Ziljske doline na zahodu, ter Karavankami na jugu.
Na vzhodu priteka v jezero karavanški potok Bistrica, in tu je voda na apnenčastem produ posebno bistra. Jugovzhodna obala jezera je  nizka in močvirnata. Sredi jezera se nahaja otok podolgovate oblike (Faaker See Insel), ki deli jezero na dva dela in se na zahodu skoraj dotika močvirne obale; na njem je nekaj objektov.
Tu se nahaja vas Bače, po kateri je jezero dobilo svoje ime. Kopališki in zdravstveni turizem ob jezeru se je pričel razvijati v drugi polovici 20. stoletja. Turistično urejena sta zlasti jugovzhodni in delno severni del obale. Tam sta naselji Brdo ob Baškem jezeru in Drobolje ob Baškem jezeru. Okolica jezera je gosteje naseljena na južni strani proti podnožju Karavank, kjer se nahajajo naselja in zaselki: Bekštanj, Bače, Loče ob Baškem jezeru, Podgorje, Ovčna, Marija na Zilji, Stari grad nad Maloščami, Ratenče pri Ločah, Zgornje Dobje pri Ločah ob Baškem jezeru, Spodnje Dobje pri Baškem jezeru, Spodnje Rute nad Ločami ob Baškem jezeru. Ostala naselja in zaselki v širšem območju okoli jezera so: Dobrava, Rute nad Baškim jezerom, Rute nad Ločami ob Baškem jezeru, Pečnica pri Ledincah, Vognje polje pri Baškem jezeru, Hrašče pri Mariji na Zilji, Seraje blizu Marije na Zilji in Ledince pri Baškem jezeru.

## Galerija slik
- Baško jezero-kopališče
- Baško jezero
- Baško jezero-pogled na Karavanke